# آرامستان ارامنه معموره
گورستان ارامنه معموره مربوط به ۱۹۸۰–۱۸۷۰ میلادی است و در شهرستان بروجن، شهر بلداجی، کنار روستای معموره و ۵۰ متری جاده آسفالته بلداجی-گندمان واقع شده و این اثر در تاریخ ۲۵ خرداد ۱۳۸۱ با شمارهٔ ثبت ۵۸۷۹ به‌عنوان یکی از آثار ملی ایران به ثبت رسیده‌است.